# Apink
Apink (кор. 에이핑크, яп. エーピンク) — південнокорейський жіночий гурт, сформований IST Entertainment (раніше Play M Entertainment, A Cube Entertainment, і Plan A Entertainment). Гурт дебютував 19 квітня 2011 року з мініальбомом Seven Springs of Apink. Наразі Apink складається з п'яти учасниць: Пак Чо Рон, Юн Бо Мі, Чон Ин Джі, Кім Нам Джу та О Ха Йон. Спочатку гурт складався з семи учасниць, Хон Ю Кьон і Сон На Ин покинули гурт в 2013 і 2022 роках відповідно.
З моменту свого дебюту Apink отримали нагороди на таких шоу, як Golden Disc Awards, Seoul Music Awards і Mnet Asian Music Awards. Їхня перша перемога в музичній програмі була на M Countdown 5 січня 2012 року за пісню «My My» з їхнього другого мініальбому Snow Pink. На сьогодні Apink випустив дев'ять корейських мініальбомів, п'ять корейських студійних альбоми та три японські студійні альбоми.
29 квітня 2021 року Play M Entertainment офіційно оголосила, що Наин залишила агентство після закінчення терміну ексклюзивного контракту, а інші п'ятеро учасниць Apink продовжили свої контракти з агентством. Вона залишалася учасницею Apink до 8 квітня 2022 року, перш ніж покинути гурт остаточно.

## Дискографія
| Корейські альбоми - Une Année (2012) - Pink Memory (2015) - Pink Revolution (2016) - Horn (2022) | Японські альбоми - Pink Season (2015) - Pink Doll (2016) - Pink Stories (2017) |

## Концерти та тури
Тури по Кореї
- Pink Paradise (2015)
- Pink Island (2015)
- Pink Party (2016)
- Pink Space (2018)
- Pink Collection: Red and White (2019)
- Welcome to Pink World (2020)
- Pink Eve: 10 Years (2021)

Тури по Японії
- Apink 1st Live Tour – Pink Season (2015)
- Apink 2nd Live Tour – Pink Summer (2016)
- Apink 3rd Live Tour – 3 Years (2017)
- Apink Japan Live Pink Collection (2019)

Тури по Азії
- Apink Secret Garden in Singapore – Vizit Korea (2013)
- Pink Paradise Asia Tour (2015)
- Apink Pink Memory Day In Singapore Mini Concert & Fan Meeting (2016)
- Pink Aurora Asia Tour (2016–2017)
- Pink Up Asia Tour (2017)
- One & Six Asia Tour (2018)
- Pink Drive (2023)

Тури по США
- Pink Memory: Apink North America Tour (2016)

Онлайн-концерти
- Pink of the Year (2020)

## Фільмографія

### Реаліті-шоу
| Рік        | Назва              | Мережа                | Нотатки    |
| ---------- | ------------------ | --------------------- | ---------- |
| 2011–2012  | Apink News         | TrendE                |            |
| 2011–2012  | Birth of Family    | KBS2                  | з Infinite |
| 2013–т. ч. | Apink Diary        | Apink YouTube Channel |            |
| 2014       | Apink's Showtime   | MBC Every 1           |            |
| 2016       | Extreme Adventures | Naver Vapp            |            |
| 2017       | Finding X-PINK     | Naver Vapp Ch+        |            |
| 2017–2018  | Put Your Hands Up  | Naver Vapp Ch+        |            |
| 2019       | Everybody Ready    | Naver Vapp Ch+        |            |
| 2020       | Idol Tour          | 1theK Originals       |            |
| 2022       | Apinkation         | SBS MTV               |            |